# Mouvement des survivants de la psychiatrie
Le mouvement des survivants de la psychiatrie, aussi appelé mouvement des ex-patients, des consommateurs ou des usagers de la psychiatrie constitue un groupe revendicatif de personnes se définissant comme ayant vécu l'expérience de la folie ou de la maladie mentale ainsi que celle de la prise en charge par le système de soins en santé mentale. Ses membres opposent aux définitions médicales et psychiatriques les expériences des patients ainsi que leur propre vision du soin.

## Précurseurs et développement

### Époque de l'aliénisme
Le mouvement des patients peut remonter au temps de l'aliénisme (voir histoire de la psychiatrie), alors que les patients de l'hôpital Bedlam (nom populaire attribué au Bethlem Royal Hospital à Londres) ont adressé à la chambre des Lords la Pétition des pauvres personnes distraites à la Maison de Bedlam afin de dénoncer les conditions de leur enfermement.
Pendant le XVIIIe siècle, un certain nombre de pamphlets sont publiés à l'encontre du système, généralement reçus avec opposition par les responsables des maisons de fous de l'époque.
La Société des amis des soi-disant fous, fondée en 1845 à Londres, réagissait contre les excès du traitement moral dans les asiles et au danger dans la société victorienne d'être envoyé à l'asile pour une conduite jugée immorale.

### Époque de la psychiatrie
Quelques décennies plus tard, un autre ancien patient psychiatrique, Clifford W. Beers, a fondé le Comité national sur l'hygiène mentale, qui est finalement devenu l'Association nationale pour la santé mentale. Beers cherchait à améliorer le sort des personnes recevant des soins psychiatriques publics, en particulier celles qui étaient internées dans des institutions publiques. Son livre, A Mind that Found Itself (1908), décrit son expérience de la maladie mentale et le traitement qu'il a rencontré dans les hôpitaux psychiatriques. Le travail de Beers a stimulé l'intérêt du public pour des soins et des traitements plus responsables. Cependant, si M. Beers a d'abord reproché aux psychiatres de tolérer les mauvais traitements infligés aux patients et a envisagé une plus grande participation des anciens patients au mouvement, il a été influencé par Adolf Meyer et l'établissement psychiatrique, et a atténué son hostilité car il avait besoin de leur soutien pour les réformes. Sa dépendance à l'égard de riches donateurs et son besoin d'obtenir l'approbation d'experts l'ont amené à remettre aux psychiatres l'organisation qu'il avait contribué à créer. 
Au Royaume-Uni, la National Society for Lunacy Law Reform a été créée en 1920 par d'anciens patients en colère, malades de leurs expériences et de leurs plaintes, qui étaient rejetés avec condescendance par les autorités qui utilisaient la « poudre aux yeux » médicale pour des pratiques essentiellement carcérales et punitives. En 1922, l'ex-patiente Rachel Grant-Smith a ajouté aux appels à la réforme du système de négligence et d'abus dont elle avait souffert en publiant "The Experiences of an Asylum Patient".
We Are Not Alone (WANA) a été fondée par un groupe de patients de l'hôpital d'État de Rockland à New York. (aujourd'hui le Centre psychiatrique de Rockland) du milieu à la fin des années 1940, et a continué à se réunir en tant qu'ancien groupe de patients. Leur objectif était de fournir un soutien et des conseils et d'aider les autres à faire la difficile transition entre l'hôpital et la communauté. À la même époque, un jeune travailleur social de Detroit, dans le Michigan, effectuait un travail de pionnier auprès des patients psychiatriques des « services de soutien » de l'hôpital du comté de Wayne. Avant l'avènement des psychotropes, les patients des « services de soutien » étaient généralement considérés comme « désespérément malades ». John H. Beard a commencé son travail dans ces services avec la conviction que ces patients n'étaient pas totalement consumés par la maladie mais conservaient des domaines de santé. Cette conviction l'a conduit à impliquer les patients dans des activités normales telles que pique-niquer, assister à un match de baseball, dîner dans un bon restaurant, puis travailler. Fountain House avait désormais reconnu que l'expérience de la maladie, ainsi que des antécédents professionnels médiocres ou interrompus, empêchaient souvent les membres de trouver un emploi. Nombre d'entre eux vivaient dans la pauvreté et n'avaient même pas la possibilité d'essayer de trouver un emploi.
L'embauche de John H. Beard comme directeur exécutif en 1955 a changé tout cela. La création de ce que nous connaissons aujourd'hui sous le nom de Transitional Employment a transformé Fountain House, car de nombreux membres ont commencé à s'aventurer hors du club-house dans de véritables emplois pour des salaires réels au sein de la communauté. Il est important de noter que ces opportunités de travail se sont faites dans des cadres intégrés et pas seulement avec d'autres personnes handicapées. Le concept de ce qui était normal était omniprésent dans tout ce que Fountain House s'était fixé comme objectif. Ainsi, la Fountain House est devenue un lieu de réadaptation sociale et professionnelle, s'attaquant aux handicaps qui accompagnent si souvent une maladie mentale grave et mettant les roues en mouvement pour une vie de rétablissement et non de handicap.
Le texte-clé pour le développement intellectuel du mouvement des « survivants de la psychiatrie » aux États-Unis est l'ouvrage de 1978 de Judi Chamberlin, intitulé On Our Own : Patient Controlled Alternatives to the Mental Health System.
Judi Chamberlin a participé au développement du Centre national d'empowerment aux États-Unis, affirme la nécessité de croire dans le potentiel de rétablissement de tout un chacun, quelle que soit son handicap ou sa condition, la nécessité de se défaire des étiquettes diagnostiques stigmatisantes, (voir Théorie de l'étiquetage et Psychophobie) affirme la nécessité de pouvoir choisir librement de recourir à la médicamentation ou pas, et déplore que la possibilité d'accéder à un parcours de soins ou à un logement soit soumis à l'obligation d’observance des traitements et d'activité imposées.

### Scission entre les «consommateurs» et les «survivants»
Aux États-Unis, le Programme de soutien communautaire a été développé au sein de l'Institut national de santé mentale (aujourd'hui le Centre des services de santé mentale), et il a été chargé d'impliquer davantage de personnes ayant fait l'expérience des services psychiatriques dans l'élaboration des politiques et des programmes. Le terme « consommateur » en est issu et, en 1984, la première conférence nationale sur les alternatives s'est tenue - une réunion de personnes qui avaient fait l'expérience directe du système, et qui se sont proposé des ateliers sur la façon de créer des groupes d'auto-soutien.
Cependant, cette conférence a également marqué le début de la scission entre les « consommateurs » -- ceux qui étaient principalement des clients des programmes de soutien communautaire (centres de traitement de jour, services de soutien locaux, et qui prenaient volontiers des médicaments, etc.), et les anciens patients -- qui se font maintenant appeler « survivants psychiatriques » -- qui rejettent le système, et s'opposent surtout aux traitements forcés de toute sorte. Tout financement fédéral est assorti de conditions, et cet apport à court terme de fonds fédéraux a été en partie responsable d'une scission du mouvement (entre consommateurs et survivants), et de la disparition de certaines organisations par ailleurs indépendantes, telles que la National Association of Psychiatric Survivors et le Madness Network News. Ce qui est resté, ce sont les groupes de consommateurs, qui dépendent souvent de l'argent de l'État ou du gouvernement fédéral pour leur survie. Néanmoins, de nombreux survivants qui s'expriment ouvertement restent actifs et impliqués dans le mouvement plus large.

## Nature du mouvement

### Liens avec le mouvement antipsychiatrique
Il existe une controverse sur le lien du mouvement des survivants avec les partisans de l'antipsychiatrie, basée sur l'idée que l'ethos des militants modernes serait similaire, à savoir la lutte contre un système de prise en charge en santé mentale intrinsèquement injuste et oppressif, et une remise en question de la nature scientifique de la psychiatrie en tant que médecine.
David Oaks, fondateur de Mindfreedom International, a répondu à ces allégations en affirmant que le mouvement des consommateurs était un mouvement social ancré dans l'exemple du mouvement des droits civiques aux États-Unis, luttant contre des violations des droits de l'homme ainsi que contre un « étiquetage » non scientifique (voir Théorie de l'étiquetage), et que d'autre part, son association recherchait le dialogue avec les représentants de la psychiatrie mais que l'Association américaine de psychiatrie refuserait leurs tentatives de communication. Il évoque également la présence de psychiatres « bienveillants » dans son association.
David Oaks, dans un entretien avec Ronald Laing, évoque la nécessité de faire travailler ensemble les « anciens détenus [dans les instituts psychiatriques] » et les « thérapeutes progressistes ».

### Approche du rétablissement
Comme le paradigme féministe, le mouvement des survivants psychiatriques ne sépare pas le personnel et le politique, et cette contre-culture facilite donc la présentation de récits alternatifs de rétablissement qui représentent plus étroitement les expériences vécues par les gens. La vision du rétablissement s'oppose à une conception abstraite et médicale de la guérison en santé mentale et s'appuie sur le récit individuel et partagé de la souffrance psychologique et des moyens de regagner le bien-être, à laquelle l'affirmation politique participe à part entière.

## «Recherche survivante» et savoir expérientiel
Le point de vue des chercheurs se définissant comme usagers-survivants de la psychiatrie est que la santé mentale est dominée par les connaissances professionnelles à l'exclusion des connaissances fondées sur l'expérience vécue ou connaissance expérientielle que peuvent apporter les personnes ayant des problèmes de santé mentale.
Il est possible de développer des connaissances expérientielles en rencontrant d'autres personnes et en partageant des expériences dans des groupes de soutien, d'entreprendre des recherches pour remettre en question le savoir existant en matière de santé mentale dans les services et concernant les traitements en psychiatrie.
De ce fait, une nouvelle discipline universitaire, appelée Mad Studies ou études folles, est en train d'émerger et pourrait fournir un espace pour ces connaissances expérientielles.
La conception de l'autonomisation, pour les usagers-survivants, diffère la conception traditionnelle et hiérarchique de production du savoir en psychiatrie, et nécessite une transition allant de l'expérience individuelle vers la connaissance expérientielle, demandant un renouvellement de la manière dont les personnes conçoivent leur identité et pouvant passer par l'usage de services en santé mentale gérés par des usagers.

## Assimilation des traitements involontaires à de la torture
Tina Minkowitz, avocate et fondatrice du Centre pour les droits de l'Homme des usagers et des survivants de la psychiatrie, a écrit sur les nouvelles perspectives du droit des droits de l'Homme qui ont émergé dans le travail effectué par les usagers et les survivants de la psychiatrie sur la Convention relative aux droits des personnes handicapées.
Dans un article du 26 juin 2013 sur le site Web Mad in America, elle considère que la psychiatrisation forcée répond aux critères de la définition de la torture figurant à l'article 1er de la Convention des Nations unies contre la torture, à savoir : un acte qui inflige intentionnellement une douleur ou des souffrances aiguës, physiques ou mentales, par des agents de l'État ou avec leur consentement, à des fins d'interrogatoire, de contrainte ou d'intimidation, de punition ou pour tout autre motif fondé sur une forme de discrimination quelle qu'elle soit, étant donné que les critères suivants sont atteints :
1. Affliction intentionnelle, étant entendu que le terme intention n'implique pas ici que l'auteur ait nécessairement un désir subjectif de causer un préjudice[18].
2. Douleurs ou souffrances mentales ou physiques graves, étant entendu que la souffrance physique comprend les dommages causés aux systèmes corporels (comme les troubles métaboliques et endocriniens) et au cerveau, et que la souffrance mentale comprend le traumatisme de voir ces changements imposés à son esprit et à son corps contre sa volonté, la conscience de son esprit et de sa volonté, le centre même du soi, étant subvertie par un organisme extérieur qui n'est pas sous son propre contrôle[18].
3. Par ou avec l'accord des agents de l'État, étant entendu que les mécanismes des droits de l'homme ont également constaté que le manquement d'un État à exercer une diligence raisonnable pour se protéger contre l'infliction de graves souffrances par des acteurs purement privés engage la responsabilité de l'État en cas de torture et de mauvais traitements, et que les États doivent non seulement retirer leur approbation à l'engagement psychiatrique et aux interventions forcées en abrogeant les lois qui l'autorisent, mais ils doivent également promulguer et appliquer des lois criminalisant ces actes de violence[18].

## Plaidoyer en santé mentale aux Etats-Unis
Le plaidoyer en santé mentale a commencé, dans sa forme la plus pure, par d'anciens malades mentaux qui, à l'époque, se disaient « ex-détenus ». Elle a commencé par de petits groupes qui se sont formés spontanément en Californie du Nord, à New York, au Massachusetts et au Kansas, à la fin des années 1960. Les premiers efforts de sensibilisation étaient simplement des groupes d'anciens malades mentaux se réunissant dans les sous-sols des églises ou dans les appartements des uns et des autres pour faire ce que le mouvement des femmes appelait « la sensibilisation ». Ces personnes sont passées de la victimisation à l'action, et les premiers défenseurs - Judi Chamberlin, Howie the Harp, Sally Zinman, Su et Dennis Budd, et bien d'autres - ont posé des actes de désobéissance civile, comme s'enchaîner aux portes des hôpitaux psychiatriques ; ils ont réalisé la formation d'une chaîne humaine lors d'une réunion de l'American Psychiatric Association (30 000 membres) au début des années 1970, empêchant les participants à la conférence d'y entrer ; ainsi que des piquets de grève lors de réunions ultérieures de l'APA ; et la « libération » des personnes des hôpitaux psychiatriques.
Sans argent, sans subventions de fondations et sans soutien extérieur, des groupes ont commencé à se former dans tout le pays. Certains d'entre eux se sont orientés vers l'auto-soutien et les réseaux de pair-défense, d'autres ont conservé leurs racines en opposition à la psychiatrie ; la plupart étaient un hybride des deux. Une conférence appelée Conférence internationale sur les droits de l'homme et contre l'oppression psychiatrique se tenait chaque année, souvent dans des campings ou des campus universitaires, organisée et dirigée par des militants de ce mouvement.

## Actions usagères en France
L'émission « L'entonnoir » de Radio Libertaire du 22 mai 2019, revendiquée comme antipsychiatrique, évoque le problème de l'usager en psychiatrie et de son rapport avec le système de soins, l'isolement et  la contention, l'hospitalisation sans consentement, l'abus médicamenteux. Le fichier Hopsyweb du 23 mai 2018 autorise le traitement informatique de données à caractère personnel relatives au suivi des personnes en soins psychiatriques sans consentement. Cette émission de Radio Libertaire en appelle à la création d'un « guide des droits des psychiatrisés".

## Ouvrages
- Greacen, Tim. Emmanuelle Jouet –Pour des usagers de la psychiatrie acteurs de leur propre vie, Rétablissement, inclusion sociale, empowerment. (2012) In: Actualité de la psychiatrie, édités par ERES.  E-Book in 2018. (ISBN 9782749216089)